# Gottfried von Einem

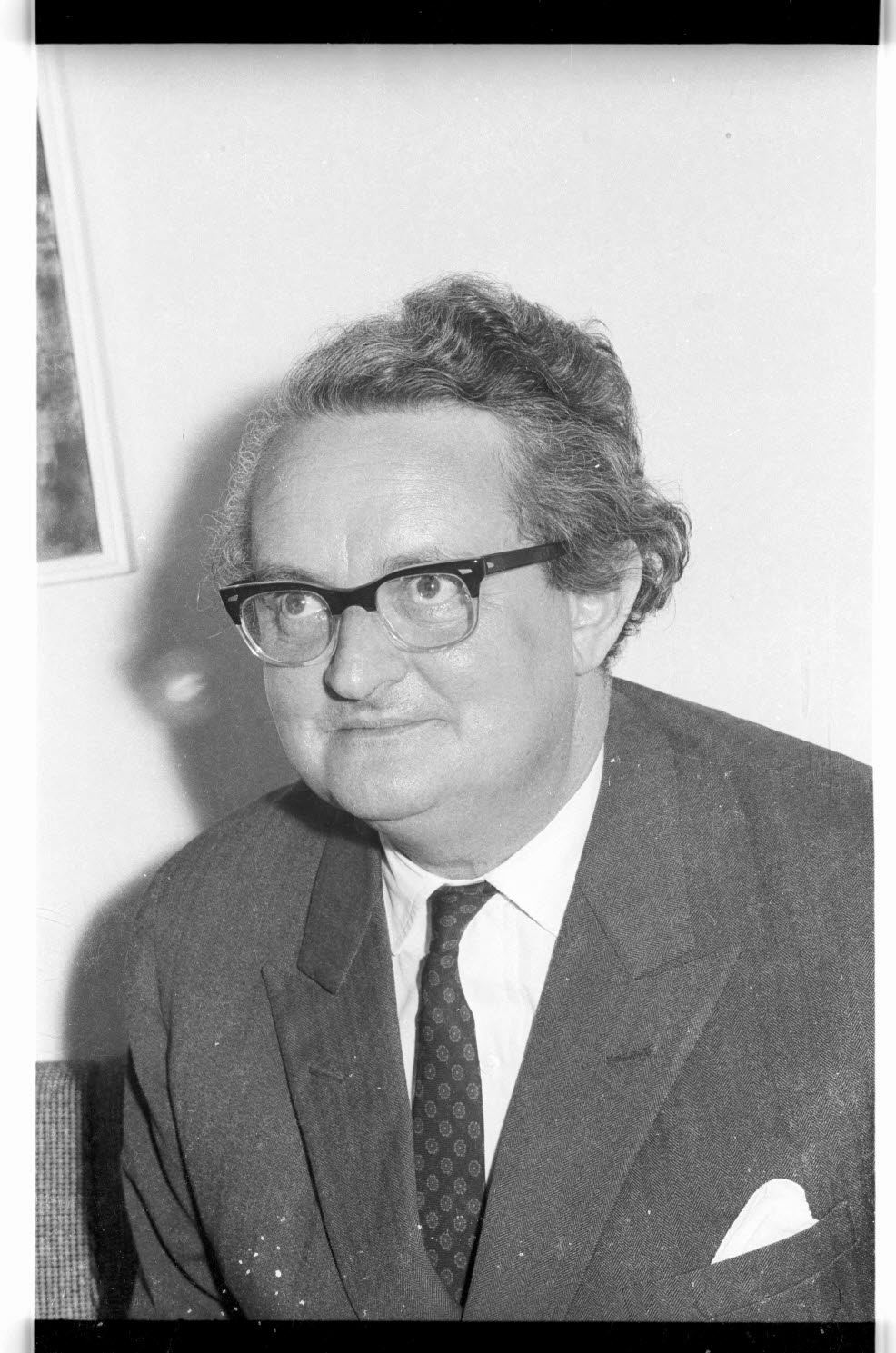
Gottfried von Einem (1966)

Karl Gustav Walter Gottfried von Einem (* 24. Jänner 1918 in Bern; † 12. Juli 1996 in Oberdürnbach, Niederösterreich) war ein österreichischer Komponist und Kompositionslehrer an der Akademie für Musik in Wien. Er wurde postum im Yad Vashem als Gerechter unter den Völkern ausgezeichnet.

## Leben und Musiksprache

Der Zerrissene nach Nestroy. Besetzungszettel der Uraufführung 1964 an der Hamburgischen Staatsoper. Inszenierung: Oscar Fritz Schuh, Dirigent: Wolfgang Sawallisch, Kathi: Edith Mathis

Gottfried von Einem galt als Sohn des österreichischen Militärattachés und späteren Generalmajors William von Einem (1871–1944) und dessen Frau Gerta-Luise, geb. Rieß von Scheurnschloß (1889–1964), einer Tochter des preußischen Generalleutnants Hermann Rieß von Scheurnschloß. Nach eigenen Angaben glaubte Einem, der mittlere von drei Söhnen des Ehepaars zu sein. Erst bei einem Gestapo-Verhör im Gefängnis will er erfahren haben, dass seine Mutter ihn als uneheliches Kind des ungarischen Grafen László Mária Bonaventúra Péter Hunyady von Kéthely (* 15. Juli 1876 zu Kéthely; † 18. März 1927 in Khartum) zur Welt brachte, der bei der Jagd von einem angeschossenen Löwen getötet wurde.
Einem entstammte einer konservativ-monarchistischen Familie mit militärischer Tradition. 1921 zog die Familie nach Malente-Gremsmühlen in Schleswig-Holstein. Einem sah seine Eltern nur etwa sechs Wochen im Jahr und wurde von Bediensteten erzogen: „Meine Kindheit war ziemlich schlimm. […] Drei Knaben in einem Haus von 22 Zimmern, mit Hauslehrer, Hausdame und allem was sonst noch gut und teuer ist, und die Eltern nie da.“ Mit sechs Jahren erhielt er ersten Klavierunterricht beim damaligen Dorfschullehrer Kahl. Seit seinem siebten Lebensjahr hatte er den Wunsch, Komponist zu werden. Von 1928 an besuchte er zunächst die Staatliche Bildungsanstalt in Plön, wo er ein Schüler des Musikpädagogen Edgar Rabsch war.
Einems Eltern hatten Kontakt zu vielen bedeutenden Personen und Institutionen. Seine Mutter, die nach Einems Aussagen „eine ungemein tatkräftige, engagierte und dabei mit großem Charme operierende Frau war“, war seit ihrer Kindheit mit Olga und Paula Göring, den beiden Schwestern Hermann Görings, befreundet. Andererseits traf Gerta-Luise von Einem bei einem Besuch in London Winston Churchill und half deutschen und österreichischen Juden bei der Auswanderung in die Schweiz. Gerta-Luise von Einem wird als elegante Frau von Welt beschrieben. Ihr Leben lang war sie ruhelos auf Reisen. Sie verkehrte in den sogenannten höchsten Kreisen – unter Künstlern, Wirtschaftsleuten und Staatsmännern. Gerta-Luise von Einem war erstmals 1926 in der Tschechoslowakei in eine Bestechungsaffäre verwickelt. Der Chef der nationalsozialistischen deutschen Abwehr Wilhelm Canaris soll sie 1935 als Agentin eingesetzt haben. Ab 1937 arbeitete sie mit Otto Abetz zusammen, dem persönlichen Vertrauten Ribbentrops in Paris, und wurde 1940 durch ein französisches Militärgericht in Abwesenheit wegen Spionage und Bestechung zum Tode verurteilt. Nach der Besetzung Frankreichs kehrte Gerta-Luise von Einem wieder nach Paris zurück. Schließlich wurde sie in Brüssel verhaftet und vom Volksgerichtshof wegen bis heute ungeklärter Vergehen zum Tode verurteilt, worauf sie spurlos verschwand. Nach dem Ende des Zweiten Weltkriegs fand man Gerta-Luise von Einem in Bayern. Sie wurde an Frankreich ausgeliefert und 1948 durch ein Pariser Gericht von der Spionage freigesprochen.
Nach der Umwandlung der Plöner Schule in eine Nationalpolitische Erziehungsanstalt besuchte er bis 1937 die Lauenburgische Gelehrtenschule in Ratzeburg. Er erhielt professionellen Unterricht von Käthe Schlotfeldt (später Kieckbusch), einer 19-jährigen Absolventin des Konservatoriums zu Kiel. Sie habe ihm „gezeigt, was ein Künstler sein kann“. Der junge Gottfried erhielt von seinen Eltern Noten und andere musikalische Utensilien im Überfluss. So wurde er angeregt, selbst zu komponieren.
1937 wurde er zum Militärdienst in Wien einberufen und nach 14 Tagen als dienstuntauglich eingestuft, dank seiner freundschaftlichen Kontakte zu Werner Egk, der in der Reichsmusikkammer darauf Einfluss nahm. So war gewährleistet, dass von Einem bis zum Ende des Krieges UK-gestellt und nicht zum Kriegsdienst eingezogen wurde. Noch 1937 siedelte er nach Berlin über. Statt an die Hochschule für Musik, wie vorgesehen, ging er 1938 als Korrepetitor an die Staatsoper Berlin und nahm ab 1941 Kompositionsunterricht bei Boris Blacher, der später ständiger Berater und sein Librettist wurde. Aus der Berliner Zeit stammt sein Opus 1, Prinzessin Turandot, das auf Anregung seines Freundes Werner Egk entstand. 1945 versteckte er sich vor den Untersuchungen der Gestapo in der Ramsau am Dachstein. Hier erlebte er die Befreiung und wurde von den Besatzertruppen zum örtlichen Polizeichef ernannt. Seit 1946 wirkte er als Berater des Direktoriums der Salzburger Festspiele. Mit der Oper Dantons Tod nach Georg Büchner, die am 6. August 1947 bei den Salzburger Festspielen uraufgeführt wurde, gelang ihm der internationale Durchbruch.
Ab 1953 lebte von Einem in Wien. Von 1948 bis 1951 und 1954 bis 1964 war er Mitglied des Direktoriums der Salzburger Festspiele. Von 1963 bis 1972 war er Professor für Komposition an der Wiener Musikhochschule. Nach 1973 verbrachte er die meiste Zeit in der ländlichen Umgebung des Waldviertels.
Von Einems Musiksprache ist gemäßigt modern und weitgehend tonal. Ein Schwerpunkt seines Schaffens liegt im Bereich der Musikdramatik und der Oper. Zu seinen größten Erfolgen zählen die Opern Der Prozess (nach Franz Kafka, 1953 in Salzburg uraufgeführt) und Der Besuch der alten Dame (nach dem gleichnamigen Schauspiel von Friedrich Dürrenmatt, 1971 in Wien uraufgeführt). Am 24. Oktober 1975 wurde seine Kantate An die Nachgeborenen aus Anlass des 30. Jahrestages der Vereinten Nationen in New York aufgeführt.

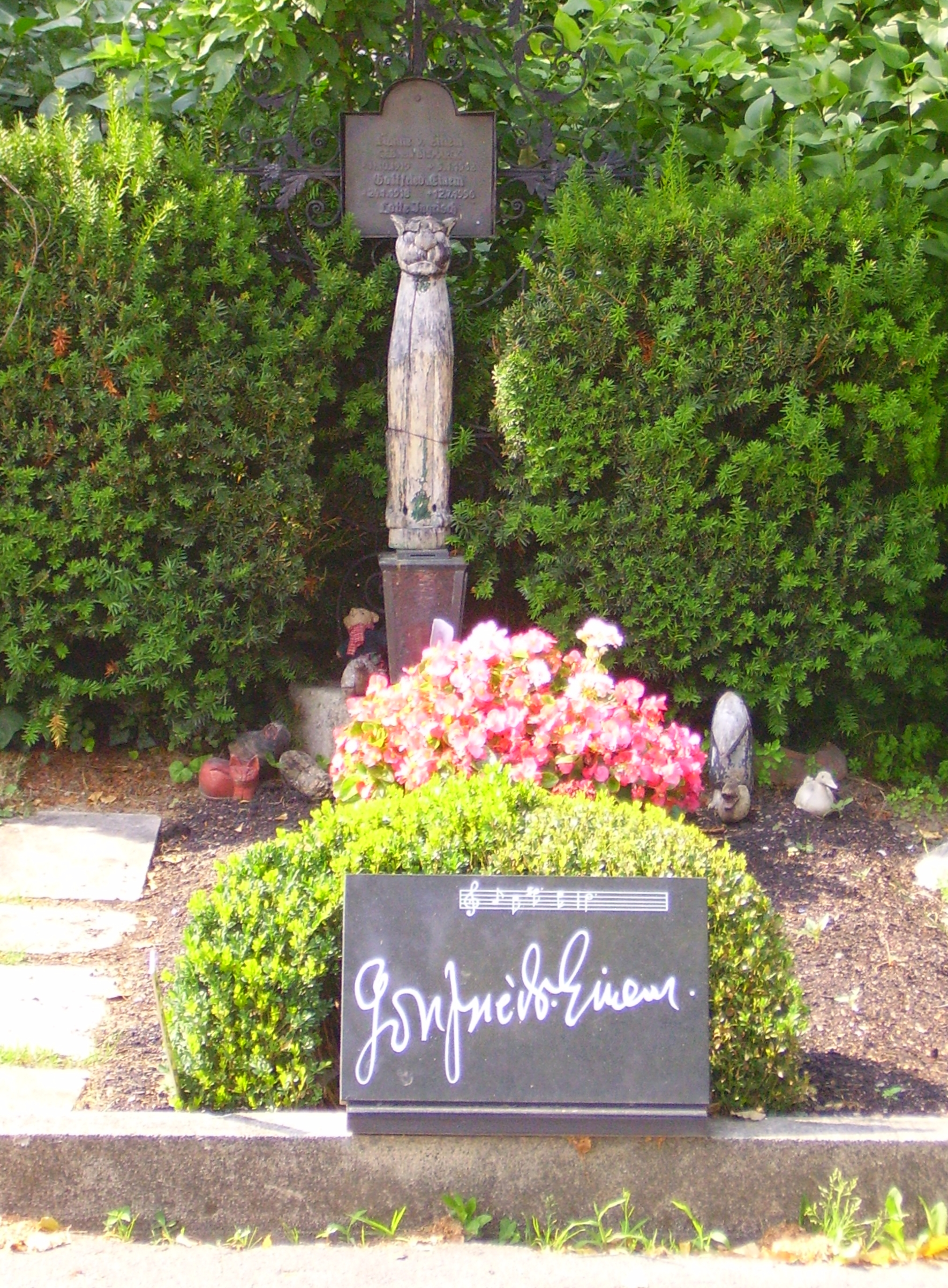
Von Einems Grab auf dem Hietzinger Friedhof

Bei seinem Kompositionslehrer Boris Blacher lernte Einem 1941 die Pianistin Lianne von Bismarck kennen, die dort Kompositionsunterricht erhielt. 1946 heiratete er sie. Nach ihrem plötzlichen Tod (1962) heiratete Einem 1966 die Schriftstellerin Lotte Ingrisch, auf deren Texten viele seiner späteren Werke basieren, darunter auch die Mysterienoper Jesu Hochzeit, deren Uraufführung 1980 in Wien ebenso wie die bundesdeutsche Erstaufführung in Hannover einen Theaterskandal auslöste. 1983 wurde die Münchener Symphonie uraufgeführt. Überhaupt machen seine Werke für den Konzertsaal einen wesentlichen und eindrucksvollen Teil seines Gesamtwerkes aus. Hier sind die unterschiedlichsten Gattungen vertreten, symphonische Stücke, Klavier- und Violinkonzerte, Kammermusik in den verschiedensten Besetzungen und nicht zuletzt auch ein umfangreiches Liederwerk. 1984 vollendete er seine letzte Oper Tulifant. Die im märchenhaft-symbolischen Bereich spielende Oper knüpft an österreichische Traditionen an und wurde am 31. Oktober 1990 in Wien uraufgeführt.
Einems Sohn aus der Ehe mit Lianne von Bismarck ist der Politiker Caspar Einem. Der Jazzmusiker Max von Einem ist sein Urgroßneffe.
Das Ehrengrab Gottfried von Einems befindet sich auf dem Hietzinger Friedhof (Gruppe 60, Reihe 7, Nummer 18).
Im Jahr 2017 wurde in Wien Innere Stadt (1. Bezirk) der Gottfried-von-Einem-Platz nach dem Komponisten benannt.

## Gerechter unter den Völkern
Gottfried von Einem wurde am 12. August 2002 vom Yad Vashem postum als Gerechter unter den Völkern ausgezeichnet. Einem hatte, neben anderen, den jüdischen Berliner Musiker Konrad Latte während der letzten zwei Kriegsjahre unterstützt. Nachdem er den untergetauchten Musiker Latte 1943 als Korrepetitor bei den Proben zu seinem Ballett Prinzessin Turandot unter Decknamen engagiert hatte, versorgte er ihn mit Lebensmittelkarten und einem Ausweis der Reichsmusikkammer. Durch die Bemühungen seiner Freunde und von Einems wurde Latte vor der Deportation bewahrt.

## Weitere Auszeichnungen und Mitgliedschaften
- 1955: Theodor-Körner-Preis
- 1958: Preis der Stadt Wien für Musik[19]
- 1960: Außerordentliches Mitglied der Akademie der Künste, Berlin (West)
- 1965: Großer Österreichischer Staatspreis für Musik[20]
- 1968: Aufnahme in die österreichische Freimaurerloge Sapientia[21]
- 1974: Österreichisches Ehrenzeichen für Wissenschaft und Kunst[22]
- 1975: Korrespondierendes Mitglied der Akademie der Künste der DDR
- 1979: Mitglied der Akademie der Künste, Berlin (West)
- 1993: Mitglied der Akademie der Künste (Berlin)

## Werke (Auswahl)

### Kompositionen
Ballette
- Prinzessin Turandot, 1944 (op. 1) – zu einem Szenario von Luigi Malipiero
- Medusa, 1957 (op. 24) – zu einem Szenario von Gale M. Hoffman

Opern
- Dantons Tod, 1947 (op. 6) – nach Georg Büchner
- Der Prozess, 1953 (op. 14) – nach Franz Kafka
- Der Zerrissene, 1964 (op. 31) – Text von Boris Blacher nach Johann Nestroy
- Der Besuch der alten Dame, 1971 (op. 35) – nach Friedrich Dürrenmatt
- Kabale und Liebe, 1976 (op. 44) – Text von Boris Blacher und Lotte Ingrisch nach Friedrich Schiller
- Jesu Hochzeit, 1980 (op. 52) – Text von Lotte Ingrisch
- Tulifant, 1990 (op. 75) – Kammeroper; Text von Lotte Ingrisch
- Luzifers Lächeln, Uraufführung 1998 (op. 110) – Text von Lotte Ingrisch

Orchesterwerke
- Capriccio, 1943 (op. 2)
- Concerto, 1944 (op. 4)
- Vier Episoden aus dem Ballett Prinzessin Turandot,1954 (op. 1a)
- Konzert für Klavier und Orchester, 1956 (op. 20)
- Philadelphia Symphony, 1961 (op. 28)
- Drei Sätze aus dem Ballett Medusa, 1965 (op. 24a)
- Konzert für Violine und Orchester, 1970 (op. 33)
- Bruckner-Dialog, 1974 (op. 39)
- An die Nachgeborenen, 1975 (op. 42) – Kantate für Mezzosopran, Bariton, Chor und Orchester
- Wiener Symphonie, 1977 (op. 49)
- Konzert für Orgel und Orchester, 1983 (op. 62)
- Münchner Symphonie, 1985 (op. 70)
- Vierte Symphonie, 1988 (op. 80)
- Fraktale, 1992 (op. 94) – Concerto philharmonico für großes Orchester

Kammermusik
- Vier Klavierstücke, 1944 (op. 3)
- Acht Hafislieder, 1947 (op. 5) – für hohe Stimme und Klavier
- Erstes Streichquartett, 1976 (op. 45)
- Aspekte, 1994 (op. 102) – Vier Portraits für Oboe solo

Bearbeitungen
- Liebes- und Abendlieder, 1978 (op. 48) – für hohe Stimme und Klavier
- Leib- und Seelen-Songs, 1980 (op. 53) – für hohe Stimme und Gitarre; Text von Lotte Ingrisch

## Gottfried von Einem in der Belletristik
- Lotte Ingrisch: Auf den Flügeln des Gesanges. Musikalische Novellen und Erzählungen aus zwei Jahrhunderten. 1988 – Coautor Gottfried von Einem.
- Lotte Ingrisch: Ratte und Bärenfräulein. Die Jenseitsreise des Gottfried von Einem. 1997.
- Lotte Ingrisch: Mich hetzen Klänge – Die Componierzettelchen des Gottfried von Einem. 1999.
- Lotte Ingrisch: Unsterblichkeit. Protokolle aus dem Jenseits. Eine Dokumentation der Hoffnung. 2000.
- Lotte Ingrisch: Die ganze Welt ist Spaß! Ein Leben in Anekdoten von Lotte Ingrisch und Gottfried von Einem. 2002.